# Cotana joiceyi
Cotana joiceyi är en fjärilsart som beskrevs av Rothschild 1917. Cotana joiceyi ingår i släktet Cotana och familjen Eupterotidae. Inga underarter finns listade i Catalogue of Life.